# Comté de Stark (Illinois)
Pour les articles homonymes, voir Comté de Stark.
Le comté de Stark est un comté situé dans l'État de l'Illinois, aux États-Unis. En 2000, sa population est de 6 332 habitants. Son siège est Toulon.